# 80GP

1988 års Derbi-motorcykel som framfördes av Jorge Martínez.

80GP eller 80cc eller 80-kubiksklassen i roadracing var en klass i världsmästerskapen i Grand Prix Roadracing för motorcyklar som kördes från säsongen 1984 till och med säsongen 1989 som direkt efterföljare till 50GP. 80GP ersattes inte av någon annan klass när den lades ner.
80GP var en prototypklass med en högsta cylindervolym på 80 cm³ - därav namnet på klassen.
Framgångsrika konstruktörer i 80GP var Derbi och Krauser.

## Världsmästare
Blott sex världsmästerskap delades ut 80cc-klassen och tre förare delade på dessa titlar. Samtliga världsmästare i tabellen nedan ordnade efter antalet VM-titlar.
| Plats | Förare            | Land         | Antal VM-titlar | Mästar- säsonger |
| ----- | ----------------- | ------------ | --------------- | ---------------- |
| 1     | Jorge Martínez    | Spanien      | 3               | 1986, 1987, 1988 |
| 2     | Stefan Dörflinger | Västtyskland | 2               | 1984, 1985       |
| 3     | Manuel Herreros   | Spanien      | 1               | 1989             |